# Зоран Лилич
Зоран Лилич (серб. Зоран Ліліћ/Zoran Lilić; нар. 27 серпня 1953, с. Брза-Паланка у громаді Кладово, Соціалістична Республіка Сербія) — югославський і сербський державний і політичний діяч, другий президент Союзної Республіки Югославії (25.06.1993 по 25.06.1997).

## Життєпис
Син гончара та домогосподарки, у 1972 році закінчив технологічний факультет Белградського університету і працював на гумовій фабриці «Рекорд» у Раковиці. Після дванадцяти років виконання різних обов'язків у 1983 році його призначили генеральним директором.
У 1980-х роках у політичній сфері підтримав Слободана Мілошевича. Як прихильник соціалістів у грудні 1992 року був обраний у Народну скупщину Республіки Сербії, очолив фракцію Соціалістичної партії Сербії і в січні 1993 року став головою Народну скупщини. На цій посаді підтримував Мілошевича в боротьбі з опозицією. Після усунення з поста президента Союзної Республіки Югославії Добриці Чосича парламент обрав наступним президентом Зорана Лилича.
У 1994 році Лилич закликав крайні фракції в Республіки Сербії та Чорногорії припинити тримання всього сербського народу в заручниках.
У 1997 році Мілошевича було відсторонено від президентства Сербії та обрано союзним президентом. Лилич став кандидатом, щоб перейти на посаду Мілошевича на посаді президента Сербії. Після невдалого другого туру з Воїславом Шешелем він став заступником голови федерального уряду в кабінеті Момира Булатовича, і він виконував цей обов'язок до квітня 1999 року. Коли він був призначений радником президента Федеральної Республіки Югославії Слободаном Мілошевичем для економічних відносин з Хорватією. У той час він виконував функції голови «Юготранспорту» та президента шахової асоціації Югославії. У 2000 році заснував Сербську соціал-демократичну партію, яка, як він стверджує, слідує ідеї Светозара Марковича. Його партія не мала успіху на виборах.
Лилич брав участь у спробі залагодити судову справу, пов'язану з ВІЛ у Лівії, де чотирьох болгарських медсестер та одного палестинського лікаря засудили до смерті за нібито зараження лівійських немовлят вірусом ВІЛ.